# SK 48 - Reserveofficeren
|  | Denne artikel er oprettet af botten PalnaBot ud fra en ekstern database. Den kan derfor have sproglige fejl eller mangler. Denne skabelon kan fjernes efter kontrol af indholdet. |

SK 48 - Reserveofficeren er en film instrueret af Finn Henriksen.